# Genetta cristata
Genetta cristata är en däggdjursart som beskrevs av Hayman In Sanborn 1940. Genetta cristata ingår i släktet genetter och familjen viverrider. Inga underarter finns listade.
Populationen listades ursprungligen som underart till skogsgenett (Genetta servalina) och den godkänns sedan början av 2000-talet som art.

## Utseende
Arten når en kroppslängd (huvud och bål) av 49,5 till 62,2 cm, en svanslängd av 41,3 till 43,2 cm och en vikt av ungefär 2,5 kg. Öronen är cirka 9 cm stora. Ovansidan är allmänt täckt av ljusbrun till ockra päls med de mörkaste delarna nära ryggens topp och på axlarna. Undersidans pälsfärg varierar mellan ljusbrun och ljusgrå men strupen och regionen kring djurets könsorgan är alltid gråaktig. Långa svarta hår bildar en längsgående linje på ryggens topp från axlarna till stjärten. Stora mörka fläckar på kroppens sidor bildar tre rader och fläckarna i varje rad har ungefär samma storlek men storleken minskar fram mot den nedersta raden. Under denna rad förekommer ytterligare några ojämnt fördelade fläckar. På armarnas insida kan det finnas några mörka punkter men inte på bakbenens insida. Djuret har mörka händer och fötter. Hos honor förekommer två par spenar. Arten har i varje käkhalva 3 framtänder, 1 hörntand, 4 premolarer och 2 molarer.

## Utbredning
Arten förekommer i sydöstra Nigeria och västra Kamerun vid Guineabukten. I bergstrakter når den 1000 meter över havet eller lite längre upp. Habitatet utgörs av buskskogar och öppna lövfällande skogar. Genetta cristata uppsöker även fruktträdodlingar.

## Ekologi
Genetta cristata är aktiv mellan skymningen och gryningen. Den jagar främst små däggdjur och insekter som kompletteras med mindre ryggradsdjur (till exempel ödlor och grodor) och växtdelar. Exemplar i fångenskap klättrade främst i träd och de hade fasta latriner. Dessutom markerades olika ställen i hagen med körtelvätska. Ungdjur registrerades i augusti och oktober. En infångad hona var i december dräktig med två ungar.

## Status
Denna genett jagas och säljs på marknader för bushmeat. Skogarna omvandlas till jordbruksmark vad som minskar djurets utbredning. IUCN uppskattar att det finns omkring 7 000 vuxna exemplar och att de utgör 67 procent av hela beståndet. På grund av de nämnda hoten befaras att populationen minskar med 10 procent över 12 år (tre generationer). IUCN kategoriserar arten globalt som sårbar.